# Tatsuo Matsumura (actor)
Tatsuo Matsumura (松村 達雄 Matsumura Tatsuo?, n. 18 decembrie 1914, Yokohama, Japonia – d. 18 iunie 2005, Shinjuku, Tōkyō, Japonia) a fost un actor de film japonez. A jucat în peste 70 de filme din 1960 până în 2004 și a devenit cunoscut pentru rolul său din seria de filme Otoko wa Tsurai yo.

## Biografie
Tatsuo Matsumura a fost inițial actor de teatru și a fondat în 1952 trupa de teatru Goju-nin gekijo, care a fost aclamată de public. Și-a început cariera de actor de film relativ târziu și a debutat în filme la sfârșitul anilor 1950. Primul film în care a fost distribuit, Otome no Inori, a fost lansat în 1959. Daisuke Katō, care era un actor faimos în acea vreme, l-a tratat ca pe un egal, oferindu-i încredere în capacitățile sale actoricești. Matsumura a rămas fidel cinematografiei până la bătrânețe și a jucat în peste 50 de producții.
A apărut, de asemenea, în filme istorice și de aventuri ca 47 Ronin și Ultimul samurai (alături de Toshirō Mifune), în drame ca Ame agaru și în filme științifico-fantastice precum Întoarcerea lui King Kong al lui Ishirō Honda. A interpretat roluri de funcționari amabili și cu atitudini părintești. Potrivit propriilor afirmații, și-ar fi dorit să interpreteze roluri de mafioți inteligenți, dar regizorii i-au oferit doar roluri de profesori și de funcționari.
Respectatul regizor Akira Kurosawa i-a oferit însă roluri atipice în două filme ale sale: Dodes'ka-den (1970) și Madadayo (1993), ultimul film al lui Kurosawa. În Dodes'ka-den a interpretat un bărbat bețiv, care-și violează nepoata și apoi fuge pentru a nu fi arestat, iar în filmul Madadayo l-a întruchipat pe profesorul universitar și scriitorul japonez Hyakken Uchida (1889-1971), care în fiecare an, cu ocazia aniversării zilei sale de naștere, era întrebat ritualic de foștii săi studenți dacă era pregătit pentru moarte, răspunzând întotdeauna madadayo („încă nu”). Acest rol într-un film epic plin de culoare socio-istorică i-a adus lui Matsumura o nominalizare la Premiul Academiei Japoneze de Film pentru cel mai bun actor. În 1995 l-a interpretat pe premierul japonez Kantaro Suzuki (1867-1948) în coproducția canadiano-japoneză Hiroshima.
El a devenit deosebit de popular în Japonia în seria de comedie Tora-San. Între 1969 și 1995 studiourile Shochiku au produs un număr de 48 de filme din această serie despre Torajiro Kuruma, poreclit Tora-San, un vagabond în stilul lui Chaplin, care a fost interpretat de comicul japonez Kiyoshi Atsumi. Matsumura l-a întruchipat pe Oi-chan, unchiul lui Tora-San, în opt filme ale acestei serii, care au apărut între 1972 și 1987.
Tatsuo Matsumura a murit pe 18 iunie 2005 la Tokio, din cauza insuficienței cardiace.

## Filmografie selectivă
- 1960 Denso Ningen
- 1962 Întoarcerea lui King Kong (Kingukongu tai Gojira/King Kong vs. Godzilla)[7]
- 1962: Harakiri (切腹 Seppuku?), regizat de Masaki Kobayashi - negustorul Seibei
- 1967: Ultimul samurai (上意討ち 拝領妻始末 Jōi-uchi: Hairyō tsuma shimatsu?), regizat de Masaki Kobayashi - lordul Masakata Matsudaira, seniorul clanului Aizu[5]
- 1970: Dodes'ka-den (どですかでん Dodesukaden?), regizat de Akira Kurosawa - Kyota Watanaba, unchiul alcoolic al lui Katsuko[14]
- 1972 Otoko wa tsurai yo: Shibamata bojo (Tora-San 9)
- 1972 Otoko wa tsurai yo: Torajiro yumemakura (Tora-San 10)
- 1973 Otoko wa tsurai yo: Torajiro wasurenagusa (Tora-San 11)
- 1973 Otoko wa tsurai yo: Watashi no tora-san (Tora-San 12)
- 1974 Otoko wa tsurai yo: Torajiro koiyatsure (Tora-San 13)
- 1980 Otoko wa tsurai yo: Torajiro kamome uta (Tora-San 26)
- 1982 Verdacht (Giwaku)
- 1983 Tora-San wird Priester (Otoko wa tsurai yo: Kuchibue wo fuku Torajiro) (Tora-San 32)
- 1987 Otoko wa tsurai yo: Torajiro monogatari (Tora-San 39)
- 1993: Madadayo (Maadadayo), regizat de Akira Kurosawa - prof. Hyakken Uchida[15]
- 1994 47 Ronin (Shijushichinin no shikaku)[4]
- 1995 Hiroshima
- 1999 Ame agaru[16]
- 2004 Gege

## Premii și distincții
- Ordinul Tezaurului Sacru, cl. a IV-a, raze de aur cu rozetă (1990)

## Legături externe
- Tatsuo Matsumura la Internet Movie Database